# Титанијум-сафирни ласер
Титанијум-сафирни ласер или Ti:сафирни ласер је тип чврстотелног ласера који као извор зрачења користи синтетички драги камен сафир, допиран атомима титанијума (хемијски симбол Ti). Овај ласер ради на вибронским прелазима у коме активни центар (атом у матрици чврстог тела) мења своја електронска и вибрациона стања.
Титанијум-сафирни ласер је подесив ласер (енгл. tunable laser) који емитује светлост црвене боје и светлост у блиском инфрацрвеном делу спектра у опсегу до 650 до 1100 нанометара. Ови ласери се углевном користе у научно-истраживачке сврхе, управо због могућности подешавања његове таласне дужине, а исто тако због могућности генерисања ултра-кратких импулса. Ласери базирани на Ti:сафиру су први пут конструисани 1982. године.
Титанијум-сафир је активни медијум ласеровања, представља кристал сафира који је допиран јонима титанијума. Ti:сафирни ласер је обично пумпан другим ласером таласне дужине од 514 до 532 nm, за који је Аргонски ласер са таласном дужином (514.5 nm) и Nd:YAG ласер са дуплираном фреквенцијом, као и Nd:YLF и Nd:YVO ласери у опсегу (527-532 nm) врло погодни. Титанијум-сафирни ласер најефикасније функционише на таласним дужинама око 800 nm.